# بونيراوية
البونيراوية (الاسم العلمي:Ponerini) هي قبيلة من الحشرات تتبع الفصيلة النمليات من رتبة غشائيات الأجنحة.

## أجناس البونيراوية
- البونيرة
- البونيرة الصغيرة